# Sergej Alexander Dott

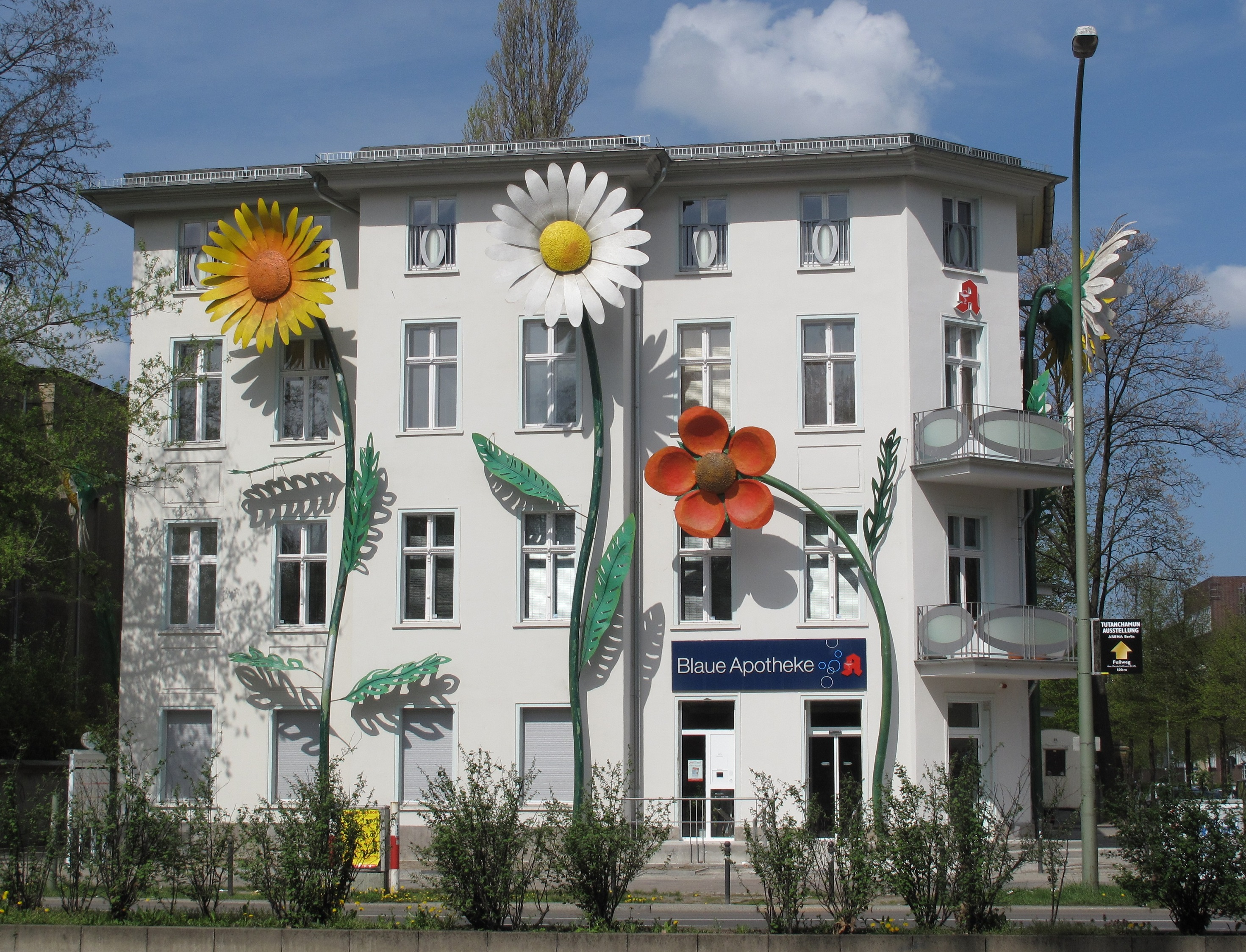
Riesenblumen am Ärztehaus Treptow, installiert 2012

Sergej Alexander Dott (* 23. November 1959 in Berlin) ist ein deutscher Maler, Grafiker und Bildhauer. Er wurde bekannt durch die Gestaltung von Pop-Art-Wohnvierteln in Berlin und Zittau.

## Leben
Dotts Vater war russischer Emigrant, die Mutter kam aus Wien. Er lernte von 1976 bis 1978 zunächst bei Hedwig Bollhagen das Handwerk des Töpfers und studierte ab 1983 Bildhauerei an der Hochschule für Bildende Künste Dresden sowie an der Kunsthochschule Berlin-Weißensee. 1988 arbeitete er als Aspirant bei Baldur Schönfelder an der Berliner Kunsthochschule, 1990 ging er nach Wien in die Bildhauer-Meisterklasse von Alfred Hrdlicka. Seit 1991 arbeitet er freischaffend vorwiegend in Berlin und Brandenburg.
In den 1990er Jahren und zu Beginn des 21. Jahrhunderts unternahm Dott mehrere ausgedehnte Studienreisen, unter anderem nach Russland, Kuba, Mexiko, Japan, Thailand, Frankreich und Venezuela.

## Werk

### Fuggerium in Augsburg
Im Jahr 2010 gewann Dott den 1. Preis im Augsburger Medienpreis der Kategorie „Idee“ mit dem Entwurf für ein interaktives Denkmal für den Kaufmann Jakob Fugger. In seiner Werkstatt in Tiefensee schuf er zwischen 2010 und 2012 das Fuggerium, eine lebensgroße Büste des reichen Unternehmers. Anlässlich des 2. Medienpreises der Stadt wurde das Fuggerium 2012 in Augsburg vorgestellt. Die Figur zeigt Fugger im traditionellen Ornat der Kaufleute des 16. Jahrhunderts. Ausgestattet mit Monitoren und einem Internetanschluss soll das Kunstobjekt im Augsburger Stadtbild als Zentrum moderner Interaktion den interaktiven Austausch von Informationen ermöglichen.

### Kunst am Bau

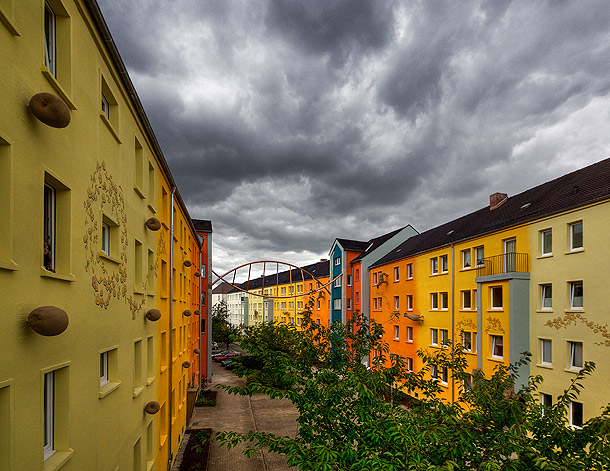
Künstlerviertel Zittau 2010

- Riesenblumen am Ärztehaus Treptow,[3] 2012. Auftraggeber: Sparkling AG
- „Stuck“, Musikalische Hausfassade, Perleberger Straße 29, Moabit, Berlin 2011, Auftraggeber: Sparkling AG
- Künstlerviertel Zittau, Gestaltung eines sanierten Stadtviertels in Zittau, 2010. Auftraggeber: Sparkling AG
- „Obersteiner Weg“, 5 große Miethäuser in Berlin-Weißensee, 2006. Auftraggeber: Sparkling AG[4]
- „Himmelsblumen“ zum 5-jährigen Bestehen des Potsdamer Platzes, Berlin, 2003. Auftraggeber: DaimlerChrysler AG
- „Wilde Natur“, Kollwitzstraße 18, Prenzlauer Berg, Berlin 2004–2006, Partner: Kulturamt Berlin-Pankow
- „Kuuuhnst-Fassade“, Kollwitzstraße 18, Prenzlauer Berg, Berlin, 1999
- Fassadenprojekt „Die Adern leuchten“, Kunstberatung Berlin, 1999
- Fassadenportraits, Prenzlauer Berg, Berlin, 1997
- „Leuchtender Pfad“, Fassadenprojekt, Kollwitzstraße 18, Berlin, 1997

### Ausstellungen
2016
- Einzelausstellung in der Galerie D.O.T. Berlin, Skulpturen und Zeichnungen
- Präsentation vom Filmprojekt „Essen“
- Street Art Projekte in Berlin, Pskow und St. Petersburg

2015
- Ausstellung im Kaiserbahnhof  Berlin-Karlshorst, Fotografie Skulpturencomic
- Street Art Projekte in Berlin / Paris / Frankfurt Main
- Buchmesse Frankfurt/Main Projekt (Küssen Nie) und Präsentation vom Porzellanverlag

2014
- Paris Messe Projekt Kleiderschrank/Schrankkleider

2013
- Fassadenprojekt Berlin Neukölln Silbersteinstraße
- Gruppenausstellung in der Galerie „Angela“ in Chion Espania

2012
- Der Madonnen Heiliger Schein, Galerie Baum auf dem Hügel, Berlin

2011
- Brandwandgestaltung mit Scherenschnitt in Berlin-Prenzlauer Berg; Raabestraße Nr. 3
- Apokalyptische Gärten, Fotografie Skulptur Installation, Ausstellungszentrum Pyramide, Berlin

2010
- Bizar! Bizar!, A.R.K. Gallery, Kopenhagen
- Ladno, KP Galerie, Berlin Elisabethkirchstraße
- Kunst am Bau – Skulpturengarten, Melanchthonstraße, Berlin-Moabit
- Kunst am Bau – Brandwandinstallation, Raabestraße, Berlin-Prenzlauer Berg

2009
- Kunst am Bau, Gestaltung des Künstlerviertels Zittau
- Handkolorierte großformatige Fotografien, KP Galerie, Berlin
- Skulptur und Neoninstallation, Galerie Rossella Junck, Berlin
- Schwarz/Schweiß-Fotografien, KP Galerie, Berlin

2008
- "Agora", Fotografie und Neoninstallation, Galerie Rossella Junck, Berlin
- Fotografie, Museum für städtische Skulptur, St. Petersburg
- Handkolorierte Fotografie, Galerie Fine Art, Berlin Torstraße
- Handkolorierte Fotografie, Galerie Selskaja Schisn, St. Petersburg
- „Don’t leave your marks behind you!“ – Museo de Arte Contemporaneo Ateneo de Yucatan – Macay, Mérida

2007
- Ausstellung „BarnimWASSER“, Strömungen – Kunst an der Stadtschleuse

2006
- DER ELEFANT – über 35 Künstler zu einem Thema – Galerie Kühn – Berlin
- Intermezzo – Galerie Rossella Junck – Berlin

2005
- 10 Jahre Galerie Kühn Berlin – 10 Künstler gratulieren – Galerie Kühn – Berlin

2003
- KUNST – BLÜTE – Bilder, Grafik und Objekte – Galerie Kühn – Berlin,
- DER HIRSCH – Galerie Kühn – Berlin

2002
- Das Pferd – Galerie Kühn – Lilienthal, Bremen
- DAS PFERD – Zwanzig Künstler zu einem Thema – Galerie Kühn – Berlin

2001
- Werkschau 7 der Künstlerförderung Berlin – Neues Kunstquartier Berlin

2000
- 7 Räume – 7 Künstler Teil II – Galerie Kühn – Berlin

1999
- Werkschau 6 – Neuen Kunstquartier Berlin

1995
- Bücherberg, Art Picknick bei Tokio, Japan

## Ehrungen und Preise
- 2005: Ernennung zum Meister der russischen Kunst durch M.B. Piotrowski, Leiter der Eremitage, St. Petersburg
- 2010: 1. Preis in der Kategorie Idee beim 1. Augsburger Medienpreis für das interaktive Denkmal „Fuggerium“